# Mayantoc
Mayantoc (Bayan ng Mayantoc - Municipality of Mayantoc) es un municipio filipino de primera categoría, situado en la parte central de la isla de Luzón. Forma parte del Pricer Distrito Electoral de la provincia de Tarlac situada en la Región Administrativa de Luzón Central, también denominada Región III.
Considerado capital de verano de Tarlac.

## Geografía
Situado al noroeste de la provincia en el límite con la de Zambales. Su término linda al norte con el de San Clemente; al sur  con el de San José; al este con el de Santa Ignacia; y al oeste con la provincia de Zambales, municipios de Candelaria, Masinloc y Palauig.

### Barangays
El municipio  de Mayantoc  se divide, a los efectos administrativos, en 24 barangayes o barrios, conforme a la siguiente relación:
| - Ambalingit - Baybayaoas - Bigbiga - Binbinaca - Calabtangán - Caocaoayán | - Carabaoán - Cubcub - Gayonggayong - Gossood - Labney - Mamonit | - Maniniog - Mapandán - Nambalán - Pedro L. Quines - Pitombayog - Norte de la Población. | - Sur de la Población - Rotrottooc - San Bartolomé - San José - Taldiapán - Tangcarang |  |

## Historia

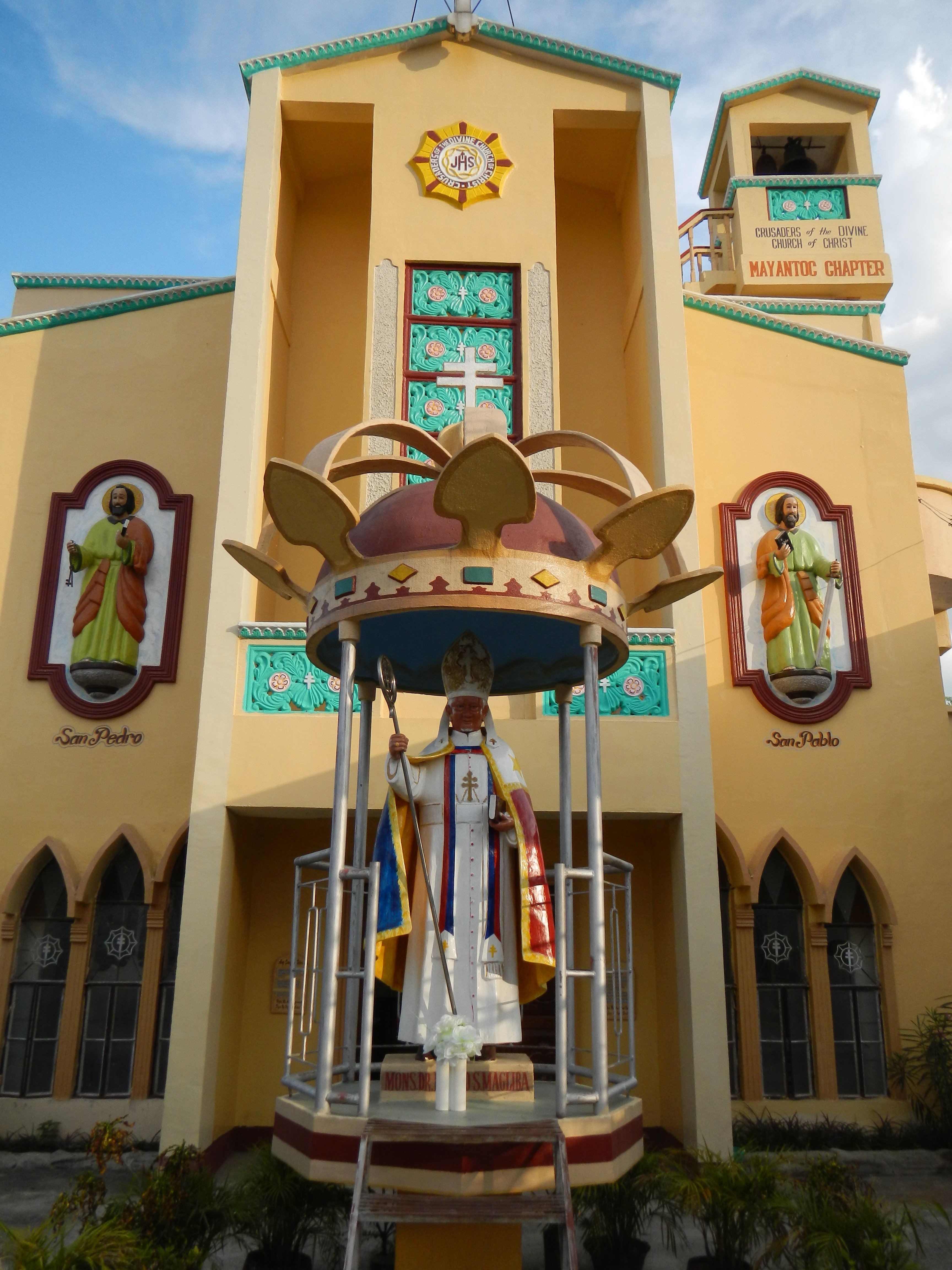
Cruzados de la Iglesia Divina de Cristo.

Mayantoc se deriva de la palabra yantoc (ma-yantoc), una  palma abundante en la zona.
Los primeros pobladores  eran los negritos de la tribu Abelling. Por la llegada de inmigrantes los indígenas se vieron forzados a refugiarse en los boscosos Montes Zambales.
Los pobladores ilocanos cristianos, principalmente  de los municipios de Cabugao, Tagudin, Sarrat, Paoay, Sinait y Bacarra, se establecieronal sur de San Miguel de Camiling,  ciudad madre de Mayanatoc.
En 1899, Mayantoc adquiere la condición de  barrio de Camiling, indepedizándose como municipio el 1 de enero de 1917, durante la ocupación estadounidense de Filipinas,  siendo su primer alcalde Francisco Santos y Pascual.